# Abel & Caim
Abel & Caim foi uma dupla de cantores de música sertaneja formada pelos primos José Vieira (Itajobi, 29 de março de 1929 – Araçatuba, 12 de janeiro de 2011), o Abel, e Sebastião Silva (Monte Azul Paulista, 20 de janeiro de 1944 - Marília, 29 de Março de 2024), o Caim.
Embora a dupla já existisse antes, apenas em 1966 adotaram o nome artístico Abel & Caim. A dupla gravou em torno de 400 canções.
A dupla encerrou suas atividades em 2011, com a morte de Abel.

## Carreira
Nascido em Monte Azul Paulista, Caim iniciou sua carreira artística em Marília. Aos 11 anos formava uma dupla com sua irmã Esmeralda. Após três anos, a dupla Bolinha (Caim) e Esmeralda se uniu ao acordeonista Periquito. Fizeram grande sucesso em Marília e região cantando na rádio Clube. Dois anos depois, os integrantes do grupo se separaram com o casamento da irmã de Caim.
Caim mudou-se para São Paulo em 1966 e lá formou dupla com José Viera, formando assim a dupla Abel e Caim.
Participaram do primeiro Festival da Música Sertaneja promovido pela TV Cultura, aonde venceram com a música "Natureza". Ainda em 1966, gravaram o primeiro LP em vinil.
Abel morreu em 12 de janeiro de 2011, após uma infecção hospitalar. Foi casado duas vezes, sendo pai de quatro filhos do primeiro casamento e uma filha, Letícia Oliveira Vieira Zanini, do segundo.

### Novos projetos
Após a morte de Abel em 2011, Caim deu sequência em sua carreira como Caim e Amigos.
Caim foi vereador de Marília entre 1993 e 1996.
Seguiu carreira solo até compor nova parceria musical com Addy (Adilson Cândido da Silva), formando em 2016 a dupla Adel & Caim. Em 2017, lançaram as músicas "Tarde demais" e "Levante a cabeça". Mas Addy morreu de infarto em 2019, voltando Caim para seu projeto Caim e Amigos.
Caim faleceu na madrugada de 29 de março de 2024 aos 80 anos em Marília, a causa da morte não foi divulgada. 

### Homenagens
Em 2018, Caim recebeu Menção Honrosa do Rotary Clube de Marília 4 de Abril e em 2019 recebeu o título de Cidadão Mariliense.